# Pleurotomella pandionis
Pleurotomella pandionis är en snäckart som beskrevs av Addison Emery Verrill 1880. Pleurotomella pandionis ingår i släktet Pleurotomella och familjen kägelsnäckor. Inga underarter finns listade i Catalogue of Life.